# Вигнер, Юджин
Юджин Пол Ви́гнер (англ. Eugene Paul Wigner) или Енё Пал Вигнер (венг. Wigner Jenő Pál, произносится [ˈviɡnɛr ˈjɛnøː ˈpaːl]; 17 ноября 1902, Будапешт — 1 января 1995, Принстон, США) — венгерско-американский физик-теоретик, внёсший вклад в математическую физику. Он получил американское гражданство в 1937 году и Нобелевскую премию по физике в 1963 году «за вклад в теорию атомного ядра и элементарных частиц, в частности, за открытие и применение фундаментальных принципов симметрии», а так же Премию «За мирный атом» в 1959 году.
Выпускник Берлинского технического университета, Вигнер работал ассистентом у Карла Вайсенберга и Ричарда Беккера в Институте кайзера Вильгельма в Берлине и у Давида Гильберта в Геттингенском университете. Вигнер и Герман Вейль начали использовать теорию групп в физике, особенно теорию симметрии. Попутно он выполнил новаторскую работу в области чистой математики, в которой доказал ряд математических теорем. В частности, теорема Вигнера является краеугольным камнем математической формулировки квантовой механики. Он также известен своими исследованиями структуры атомного ядра. В 1930 году Принстонский университет нанял Вигнера вместе с Джоном фон Нейманом, и он переехал в Соединённые Штаты.
Вигнер участвовал во встрече с Лео Силардом и Альбертом Эйнштейном, результатом которой стало письмо Эйнштейна — Силарда, побудившее президента Франклина Д. Рузвельта инициировать Манхэттенский проект по разработке атомной бомбы. Вигнер опасался, что атомную бомбу первыми разработают немецкие учёные в Германии в рамках немецкого проекта создания ядерного оружия. Во время Манхэттенского проекта он возглавлял группу, задачей которой было проектирование ядерных реакторов для преобразования урана в оружейный плутоний. В то время реакторы существовали только на бумаге, и ни один реактор ещё не продемонстрировал эффективную цепную реакцию. Вигнер был разочарован тем, что на компанию DuPont была возложена ответственность за детальное проектирование реакторов, а не только за их строительство[почему?]. Он стал директором по исследованиям и разработкам в лаборатории Клинтона (Окриджская национальная лаборатория) в начале 1946 года, но был разочарован бюрократическим вмешательством со стороны Комиссии по атомной энергии и вернулся в Принстон.
В послевоенный период он работал в ряде государственных органов, включая Национальное бюро стандартов с 1947 по 1951 год, комиссию по математике Национального исследовательского совета с 1951 по 1954 год, комиссию по физике Национального научного фонда и влиятельный Генеральный консультативный комитет Комиссии по атомной энергии с 1952 по 1957 год и повторно с 1959 по 1964 год. В более позднем возрасте он заинтересовался философией и опубликовал свою самую известную за пределами технической математики и физики работу «Непостижимая эффективность математики в естественных науках».

## Ранние годы
Вигнер Енё Пал родился в Будапеште, Австро-Венгрия, 17 ноября 1902 года в еврейской семье, относящейся к среднему классу. Его отец, Антал Вигнер (венг. Wigner Antal, 1870—1955), работал управляющим кожевенно-дубильного цеха; мать, Эржебет (венг. Erzsébet Einhorn Wigner, урождённая Айнхорн, 1879—1966), была домохозяйкой. Дед Вигнера по материнской линии был врачом в имении Эстерхази в Айзенштадте. У него была старшая сестра Берта, известная как Бири (англ. Biri), и младшая сестра Маргит (англ. Margit), известная как Манси (англ. Manci), которая позже вышла замуж за британского физика-теоретика Поля Дирака. Он получал домашнее образование у профессионального учителя до 9 лет и пошёл в школу в третьем классе. В этот период Вигнер проявил интерес к математическим задачам. В возрасте 11 лет Вигнер заразился, по первоначальному диагнозу, туберкулезом. Родители отправили его жить на шесть недель в санаторий в австрийских горах, прежде чем врачи пришли к выводу, что диагноз был ошибочным.
Семья Вигнера была еврейской, но не религиозной. С 1915 по 1919 годы он учился в средней гимназии Fasori Evangélikus Gimnázium, школе, которую ранее посещал его отец. Его сокурсником был Янош фон Нейман, который был на год моложе Вигнера и учился в другом классе. Они оба многое почерпнули из уроков известного учителя математики Ласло Ратца. В гимназии Фашори было обязательным религиозное образование, и Вигнер посещал занятия по иудаизму. В 1919 году, спасаясь от коммунистического режима Белы Куна, семья Вигнеров ненадолго бежала в Австрию, а после возвращения в Венгрию после падения Куна, обратилась в лютеранство. Позже Вигнер объяснял, что решение его семьи перейти в лютеранство было «в глубине души не религиозным, а антикоммунистическим» и отчасти вызвано привилегированным положением евреев при режиме Белы Куна. Сам же Вигнер был атеистом.
После окончания средней школы в 1920 году Вигнер поступил в Будапештский университет технических наук, известный как Műegyetem. Его не устроили предлагаемые курсы и в 1921 году он поступил в Высшую техническую школу Берлина (ныне Берлинский технический университет), где изучал химическую технологию. Вигнер также посещал дневные коллоквиумы Немецкого физического общества. В этих коллоквиумах принимали участие ведущие исследователи, включая Макса Планка, Макса фон Лауэ, Рудольфа Ладенбурга, Вернера Гейзенберга, Вальтера Нернста, Вольфганга Паули и Альберта Эйнштейна. Вигнер также познакомился с физиком Лео Силардом, который сразу же стал ближайшим другом Вигнера. Вигнер работал в Институте физической химии и электрохимии кайзера Вильгельма (ныне Иститут имени Фрица Габера), и там он познакомился с Михаэлем (Майклом) Поланьи, который стал после Ласло Раца важнейшим учителем Вигнера. Он выступил руководителем Вигнера во время его работы над докторской диссертацией «Формирование и распад молекул» (нем. Bildung und Zerfall von Molekülen). В 1924 году Вигнер получил степень бакалавра, а в 1925 стал доктором технических наук.

## Зрелые годы

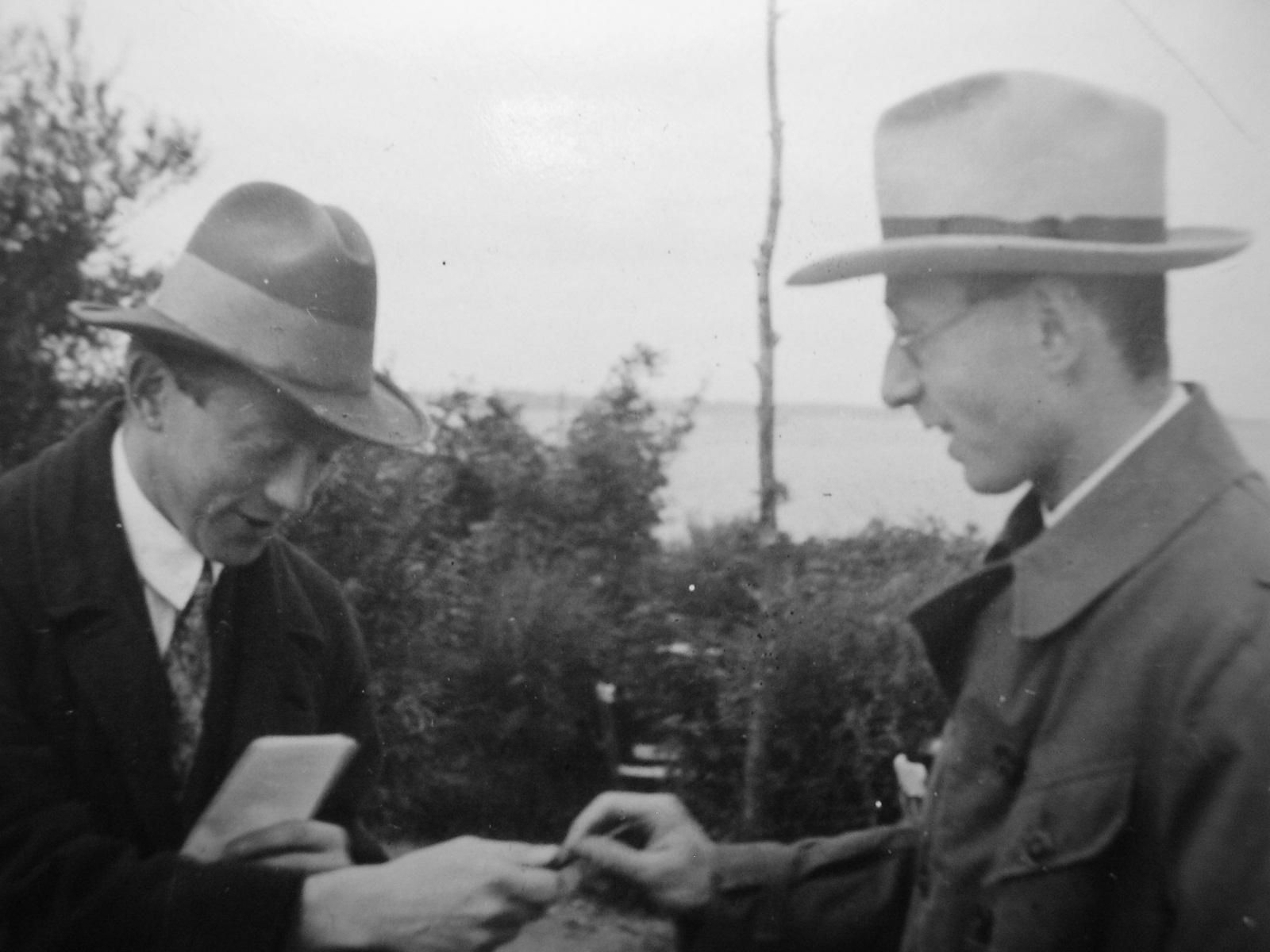
Вернер Гейзенберг и Юджин Вигнер (1928).

Диаграмма Юциса для 6j-символа Вигнера. Знак плюс на узлах указывает на чтение окружающих линий против часовой стрелки. Из-за её симметрии существует множество способов изображения этой диаграммы. Эквивалентную конфигурацию можно создать, взяв её зеркальное отображение и заменив таким образом плюсы на минусы

Вигнер вернулся в Будапешт, где пошёл работать на кожевенный завод своего отца, но в 1926 году он принял предложение Карла Вайссенберга из Института кайзера Вильгельма в Берлине (Институт физики Общества Макса Планка). Вайссенберг хотел, чтобы кто-то помог ему в работе над рентгеновской кристаллографией, и Полани порекомендовал Вигнера. После шести месяцев работы ассистентом Вайссенберга Вигнер на два семестра перешёл на работу к Ричарду Беккеру. Занимался исследованиями в области квантовой механики, изучая работы Эрвина Шрёдингера. Он также углубился в теорию групп Фердинанда Фробениуса и Эдуарда Риттера фон Вебера.
Вигнер получил приглашение от Арнольда Зоммерфельда работать в Гёттингенском университете ассистентом математика Давида Гильберта. Эта работа оказалась разочарованием для него, поскольку математические способности престарелого Гильберта снизились, его интересы сместились в сторону логики. Тем не менее, Вигнер продолжил учёбу самостоятельно. Он заложил основы теории симметрий в квантовой механике и в 1927 году ввёл то, что сейчас известно как D-матрица Вигнера. Благодаря Вигнеру и Герману Вейлю, в квантовой механике начали широко использовать теорию групп. Вейль написал в 1928 году ставшую классической монографию «Теория групп и квантовая механика», но её было нелегко понять, особенно молодым физикам. Работа Вигнера «Теория групп и её приложения к квантовой механике атомных спектров» (1931 г.) сделала теорию групп доступной для более широкой аудитории.
В своих работах Вигнер заложил основы использования теории симметрии в квантовой механике. Эта теория изменяла современную квантовую механику, теорема Вигнера, доказанная им в 1931 году, сейчас является краеугольным камнем математической формулировки квантовой механики. Теорема определяет, как физические симметрии, такие как повороты, трансляции и CPT-симметрия, представляются в гильбертовом пространстве состояний. Согласно теореме, любое преобразование симметрии представляется линейным и унитарным или антилинейным и антиунитарным преобразованием гильбертова пространства. В свою очередь представление группы симметрии в гильбертовом пространстве является либо обычным представлением, либо проективным представлением.
К 1929 году работы Вигнера привлекли внимание физиков. В конце 1930-х годов Вигнер расширил свои исследования атомных ядер. В 1930 году Принстонский университет нанял Вигнера на годичный курс лекций, с заработком в семь раз больше чем в Европе. В это же время в университет был принят фон Нейман. Енё Пал Вигнер и Янош фон Нейман совместно работали над тремя статьями в 1928 году и над двумя — в 1929 году. Они изменили свои имена на английский манер на «Юджин» (англ. Eugene) и «Джон» (англ. John) соответственно. Когда их срок контракта истёк, университет предложил им пятилетний контракт в качестве приглашённых профессоров, при этом каждый год они должны были провести полгода в Принстоне и полгода на преподавательской позиции в Высшей технической школе. Это было очень своевременно, так как вскоре к власти в Германии пришли нацисты. В Принстоне в 1934 году Вигнер познакомил свою сестру Манси с физиком Полем Дираком, за которого она вышла замуж.
Контракт Вигнера с университетом Принстона истёк в 1936 году. С помощью Грегори Брейта Вигнер нашёл новую работу в Университете Висконсина. Там он познакомился со своей первой женой, Амелией Франк (англ. Amelia Frank), которая была студенткой-физиком. Однако она неожиданно скончалась в 1937 году, что привело Вигнера к глубокой депрессии. Позже, в 1938 году, он принял предложение Принстонского университета вернуться на кафедру. Вигнер стал натурализованным гражданином Соединенных Штатов 8 января 1937 года и перевёз в эту страну своих родителей.

## Манхэттенский проект

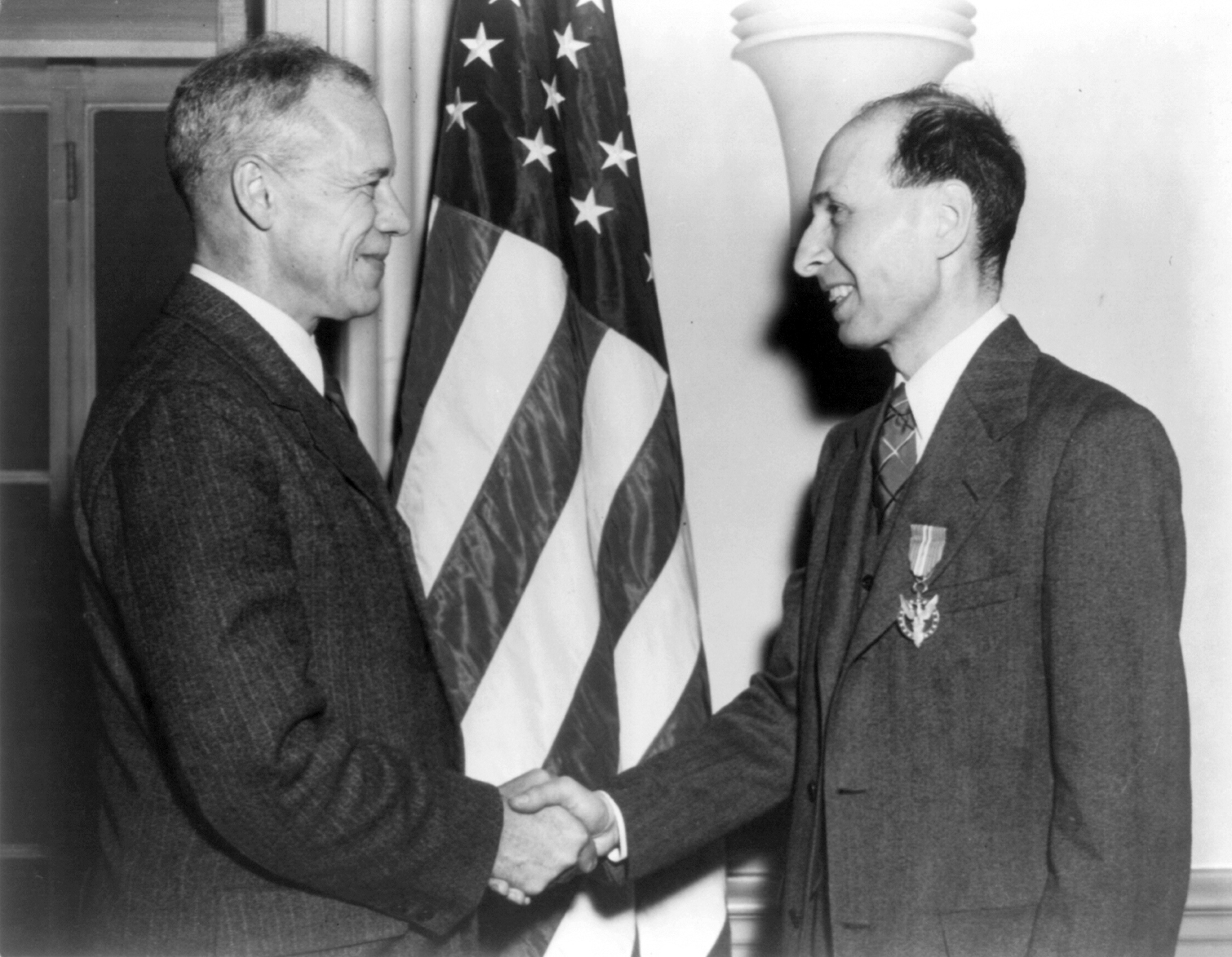
5 марта 1946 г. Вигнер получает медаль за заслуги от Роберта П. Паттерсона (слева) за работу над Манхэттенским проектом.

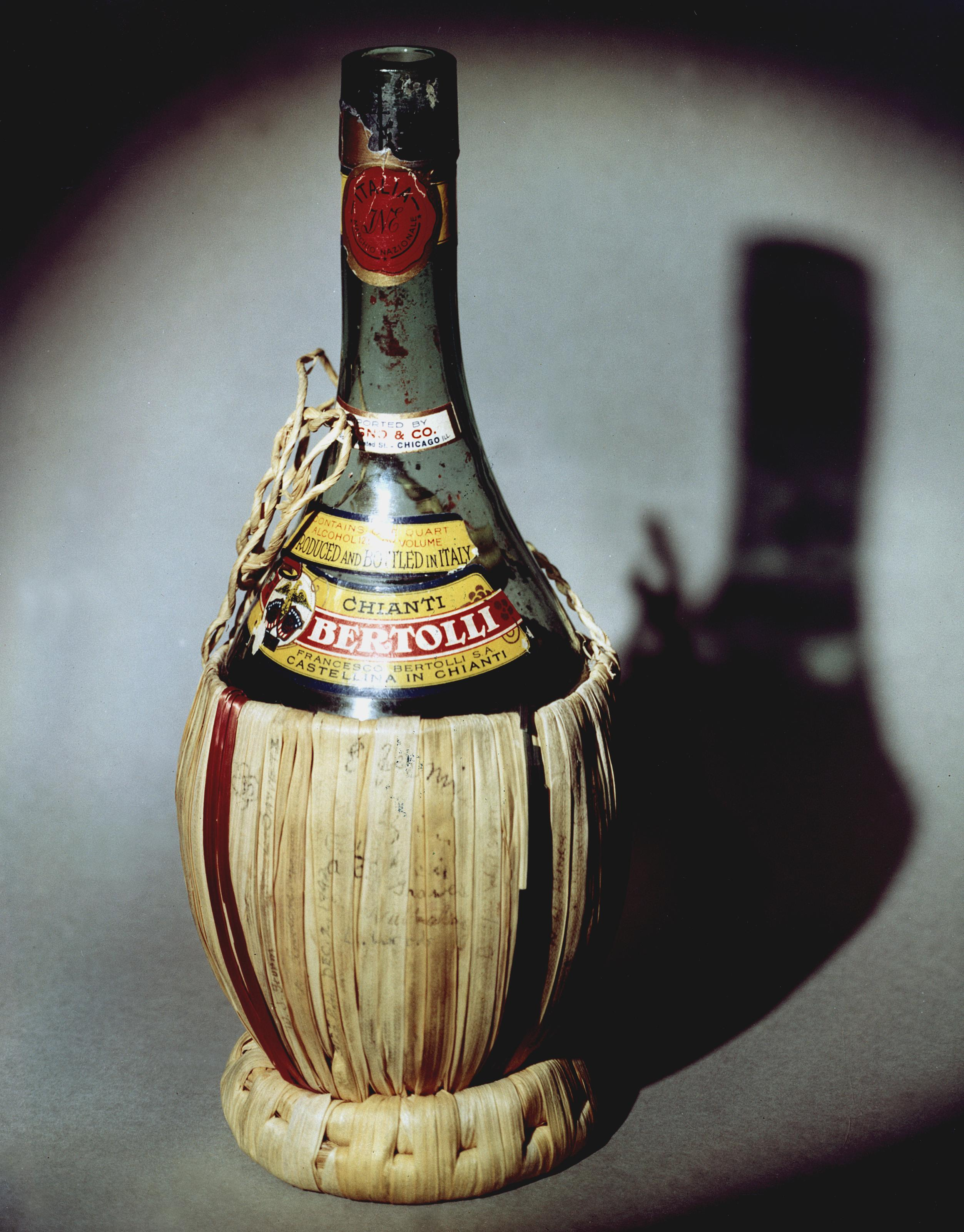
Фиаско Кьянти, купленное Вигнером, чтобы отпраздновать первую контролируемую цепную ядерную реакцию.

Несмотря на его собственное признание в том, что он был не знатоком в политике, 2 августа 1939 года Вигнер участвовал во встрече с Лео Сцилардом и Альбертом Эйнштейном, результатом которой стало письмо Эйнштейна — Сциларда, побудившее президента Франклина Д. Рузвельта инициировать Манхэттенский проект по разработке атомного оружия. Вигнер опасался, что немецкий проект по созданию ядерного оружия окажется успешным и Германия может победить во Второй мировой войне, поэтому отказался предоставить отпечатки пальцев, так как они могли использоваться для идентификации его личности. «Мысли об убийстве», — вспоминал он позже, — «чудесным образом сосредотачивают ваш разум».
4 июня 1941 года Вигнер женился во второй раз на Мэри Аннетт Уилер (англ. Mary Annette Wheeler), профессоре физики из Вассарского колледжа, защитившей докторскую диссертацию в Йельском университете в 1932 году. После войны она преподавала физику на факультете Дуглас-колледжа Ратгерского университета в Нью-Джерси, пока не вышла на пенсию в 1964 году. В браке родилось двое детей — Дэвид Вигнер (англ. David Wigner) и Марта Вигнер Аптон (англ. Martha Wigner Upton).
Вигнер работал в Металлургической лаборатории Чикагского университета с 1942 по 1945 год, где совместно с Энрико Ферми участвовал в строительстве первого атомного ректора. Во время работы над Манхэттенским проектом Вигнер руководил командой, в которую входили Дж. Эрнест Уилкинс-младший, Элвин М. Вайнберг, Кэтрин Уэй, Гейл Янг и Эдвард Кройц. Задача группы заключалась в разработке промышленных ядерных реакторов, которые могли преобразовывать уран в оружейный плутоний. В то время реакторы существовали только на бумаге, реальную цепную реакцию осуществить ещё не удавалось. В июле 1942 года Вигнер выбрал консервативную конструкцию реактора мощностью 100 МВт с графитовым замедлителем нейтронов и водяным охлаждением, и в первом в мире атомном реакторе Чикагская поленница-1 произошла контролируемая цепная ядерная реакция.
Вигнер был разочарован тем, что компания DuPont отвечала не только за строительство реактора, но и за детальное проектирование. Он пригрозил уйти в отставку в феврале 1943 года, но его отговорил начальник Металлургической лаборатории Артур Комптон, который вместо этого отправил его в отпуск. Как оказалось, конструктивное решение DuPont оборудовать реактор дополнительными загрузочными трубами для большего количества урана спасло проект, когда появилась проблема с нейтронным отравлением. Без дополнительных труб реактор мог работать только на 35% от проектной мощности, пока не сгорели бы примеси бора в графите и не было произведено достаточно плутония для работы реактора на полной мощности, что отбросило бы проект на год назад. В 1950-х годах Вигнер работал на компанию DuPont на участке Саванна-Ривер. Вигнер не чувствовал вины в том, что вместе с другими учёными работал над Манхэттенским проектом и иногда высказывал сожаление о том, что атомная бомба не была создана на год раньше. В марте 1945 года от имени физиков, участвующих в программе по созданию атомной бомбы, Лео Сцилард составил меморандум, в котором учёные выступали против немедленного применения атомной бомбы, этот документ подписал и Вигнер.
Важным открытием, сделанным учёным во время работы над проектом, был эффект Вигнера (распухание графитового замедлителя, вызванного смещением атомов из-за действия нейтронного излучения), который был серьёзной проблемой для реакторов на Хэнфордском комплексе в послевоенный период и привёл к сокращению производства и полной остановке реактора. В конце концов было обнаружено, что его можно нивелировать путём контролируемого нагрева и отжига.
Благодаря финансированию Манхэттенского проекта, Вигнер и Леонард Эйзенбуд также разработали общий подход к ядерным реакциям, теорию R-матрицы Вигнера — Эйзенбуда. Работы по этой теме были опубликованы в 1947 году.

## Поздние годы
В начале 1946 года Вигнер занял должность директора в лаборатории Клинтона (Ок-Риджская национальная лаборатория) в Ок-Ридже, штат Теннесси. Поскольку он не хотел выполнять административные обязанности, он стал содиректором лаборатории, а Джеймс Лам взял на себя административную работу в качестве исполнительного директора. Когда созданная в начале 1947 года Комиссия по атомной энергии (КАЭ) стала ответственной за работу лаборатории, Вигнер опасался, что многие технические решения будут приниматься в Вашингтоне. Он также рассматривал продолжение использования армией политики безопасности военного времени в лаборатории как «назойливую оплошность», мешающую исследованиям. Один из таких инцидентов произошёл в марте 1947 года, когда КАЭ обнаружила, что учёные Вигнера проводят эксперименты с критической массой урана-235, когда директор Манхэттенского проекта генерал-майор Лесли Р. Гроувс-младший запретил подобные эксперименты в августе 1946 года после смерти Луи Слотина в Лос-Аламосской лаборатории. Вигнер предлагал отменить приказ Гроувза, но был вынужден прекратить эксперименты, несмотря на то, что они полностью отличались от того, в результате которого погиб Слотин.
Чувствуя себя неподходящим для управленческой роли, он покинул Ок-Ридж в 1947 году и вернулся в Принстонский университет, хотя много лет оставался консультантом Ок-Риджа. В послевоенный период работал в ряде государственных органов, включая Национальное бюро стандартов (с 1947 по 1951 год), комиссию по математике приНациональном исследовательском совете (с 1951 по 1954 год), комиссию по физике Национального научного фонда и влиятельную Генеральный консультативный комитет Комиссии по атомной энергии (с 1952 по 1957 год и повторно с 1959 по 1964 годы). Он также внёс свой вклад в гражданскую оборону.
Ближе к концу жизни интерес Вигнера сместился к философии. В 1960 году он опубликовал ставшую классической статью по философии математики и физики, ставшую самой известной его работой за пределами технической математики и физики под названием «Непостижимая эффективность математики в естественных науках». Он утверждал, что биология и познание могут быть источником физических понятий — того, как мы, люди, их воспринимаем. Вигнер считал, что счастливое совпадение, заключающееся в том, что математика и физика так хорошо согласованы, кажется «неразумным» и трудно объяснимым. Его оригинальная статья вызвала и вдохновила множество откликов в самых разных дисциплинах. Среди них были Ричард Хэмминг по информатике, Артур Леск по молекулярной биологии, Питер Норвиг по интеллектуальному анализу данных, Макс Тегмарк по физике, Айвор Граттан-Гиннесс по математике и Вела Велупиллаи в экономике.
Обращаясь к философским вопросам теории квантовой механики, Вигнер разработал мысленный эксперимент (позже названный парадоксом друга Вигнера), чтобы проиллюстрировать свою веру в то, что сознание лежит в основе процесса квантово-механических измерений. Таким образом, он следовал онтологическому подходу, который ставит человеческое сознание в центр мироздания: «Всё, что квантовая механика пытается предоставить, — это вероятностные связи между последующими впечатлениями (также называемыми» апперцепциями) сознания".
Под измерениями понимаются взаимодействия, которые создают впечатления в нашем сознании (и в результате модифицируют волновую функцию «измеряемой» физической системы) — идея, получившая название интерпретации «сознание вызывает коллапс».
Хью Эверетт III (ученик Вигнера) описал мысленный эксперимент Вигнера во вступительной части своей диссертации 1957 года как «забавную, но крайне гипотетическую драму». В раннем наброске работы Эверетта можно также найти рисунок ситуации «Друга Вигнера», который следует рассматривать как первое свидетельство на бумаге существования мысленного эксперимента, первоисточником которого был Вигнер. Это говорит о том, что Эверетт, по крайней мере, обсуждал эту проблему с Вигнером.
В ноябре 1963 года Вигнер призвал выделить 10 % бюджета национальной обороны на убежища от ядерных взрывов и ресурсы для выживания, утверждая, что такие расходы будут менее дорогостоящими, чем разоружение. Вигнер счёл вывод недавнего исследования Вудс-Хоула о том, что ядерный удар убьёт 20 % американцев очень скромным прогнозом, и что страна сможет оправиться от такой атаки быстрее, чем Германия оправилась от разрушений Второй мировой войны.
Вигнер был удостоен Нобелевской премии по физике в 1963 году «за вклад в теорию атомного ядра и элементарных частиц, в частности, за открытие и применение фундаментальных принципов симметрии». В том же году денежная премия была разделена между несколькими лауреатами, другая половина награды была разделена между Марией Гепперт-Майер и Дж. Хансом Д. Йенсеном. Вигнер заявил, что никогда не рассматривал такую возможность и добавил: «Я никогда не ожидал, что моё имя попадёт в газеты, не совершив чего-нибудь злого». Он также получил медаль Франклина в 1950 году, премию Энрико Ферми в 1958 году, премию «Атом во имя мира» в 1959 году, медаль Макса Планка в 1961 году, Национальную научную медаль США в 1969 году, премию Альберта Эйнштейна в 1972 году, премию «Золотая пластина» Американской академии достижений в 1974 году и одноимённую медаль Вигнера в 1978 году. В 1968 году Вигнер был удостоен Гиббсовской лекции.
Его жена Мэри умерла в ноябре 1977 года. В 1979 году Вигнер женился в третий раз на Эйлин Клэр-Паттон (Пэт) Гамильтон (англ. Eileen Clare-Patton (Pat) Hamilton), вдове физика Дональда Росса Гамильтона, декана Высшей школы Принстонского университета, умершего в 1972 году. В возрасте 90 лет он опубликовал свои мемуары «Воспоминания Юджина П. Вигнера с Эндрю Сэнтоном». В них Вигнер сказал: «Полный смысл жизни, коллективный смысл всех человеческих желаний — это, по сути, тайна, недоступная нашему пониманию. В молодости меня раздражало такое положение дел. Но к настоящему времени я смирился с этим. Я даже чувствую определённую честь быть связанным с этой тайной». В своём сборнике эссе «Философские размышления и синтезы» (1995) он отмечал: «Невозможно было сформулировать законы квантовой механики полностью последовательным образом без привязки к сознанию».
Вигнер умер от пневмонии в Университетском медицинском центре в Принстоне, штат Нью-Джерси 1 января 1995 года. У него остались жена Эйлин (умерла в 2010 году) и дети Эрика, Дэвид и Марта, а также его сёстры Берта и Маргит.

## Публикации
- Wigner, E. P. Group theory and its application to the quantum mechanics of atomic spectra. — Expanded and improved ed. — Academic Press, 1959. — ISBN 9780127505503.
- Е. Вигнер. Непостижимая эффективность математики в естественных науках // УФН. — 1968. — Т. 93. — С. 535—546. — doi:10.3367/UFNr.0094.196803f.0535.
- Wigner, E. P. Symmetries and reflections: scientific essays of Eugene P. Wigner. — M.I.T. Press, 1970. — ISBN 9780262730211.
- Weinberg, A. M.; Wigner, E. P. The physical theory of neutron chain reactors. — Univ. of Chicago Pr, 1972. — ISBN 9780226885179.
- Wigner, E. P.; Szanton, A. The recollections of Eugene P. Wigner as told to Andrew Szanton. — Plenum Press, 1992. — ISBN 9780306443268.
- Wigner, E. P.; Mehra, J.; Wightman, A. S. Philosophical reflections and syntheses. — 1st ed. — Springer, 1995. — ISBN 9783540633723.
- Айзенбул Л., Вигнер Е. Структура ядра. — М., 1959;
- Вайнберг А., Вигнер Е. Физическая теория ядерных реакторов. — М., 1961;
- Вигнер Е. Теория групп и её приложения к квантово-механической теории атомных спектров. — М., 1961;
- Вигнер Е. Этюды о симметрии. — М., 1971;